# Mompha subdivisella
Mompha subdivisella é uma espécie de mariposa do gênero Mompha pertencente à família Coleophoridae.